# БС-136 «Оренбург»
БС-136 «Оренбург» — атомная подводная лодка специального назначения проекта 09786, входящая в состав 29-й дивизии подводных лодок Северного флота России. Название «Оренбург» унаследовано от БС-411.

## История корабля
6 мая 1978 года зачислен в списки кораблей ВМФ как К-129 проекта 667БДР «Кальмар». Заложен на стапелях МП «Севмаш» в Северодвинске 9 апреля 1979 года, заводской номер 398. Входил в состав 339-й БрСРПЛ Северного флота ВМФ СССР.
Спуск на воду состоялся 15 апреля 1981 года, 5 ноября того же года вошёл в строй, поднят Военно-морской флаг, а 30 ноября включён в состав 13-й дивизии ПЛ 3-й Флотилии ПЛ Северного флота с базированием в бухте Оленья Губа.
22 марта 1996 года отнесён к подклассу АПЛ специального назначения, получил номер КС-129.
В 2002 году завершена модернизация по проекту 09786. Во время реконструкции были вырезаны отсеки ракетного и торпедного вооружений. За счёт вставки в середине корпуса длина ПЛ была увеличена со 155 до 162,5 м.
В 2006 году корабль вошёл в состав ВМФ России как АПЛ специального назначения, входит в состав 29-й отдельной бригады подводных лодок Северного флота.
По состоянию на 2011 год проходил ремонт на СРЗ «Звёздочка».
27 сентября 2012 года в ходе экспедиции «Севморгео» БС-136 «Оренбург», выполняя роль носителя глубоководной атомной научной станции — подводной лодки АС-12 проекта 10831, известной как «Лошарик», достигли Северного полюса. Экспедиция «Севморгео» проводилась с целью уточнения высокоширотной границы континентального шельфа в Арктике. Были взяты три пробы скальной породы на глубине 2-2,5 км для сбора доказательств о принадлежности хребтов Ломоносова и Менделеева к российскому континентальному шельфу. Результаты планируется предоставить в Комиссию ООН по морскому праву в 2014 году.
По состоянию на 2022 год находится в ремонте на СРЗ «Звёздочка».

### Войсковые части
- 22857
- 04544

## Командиры
- капитан 1 ранга Башлык Виктор Ильич (1978—1984)
- Секирин А. С. (1984)
- капитан 1 ранга Кончин В. М. (1984—1990)
- капитан 1 ранга Конеев А. Н. (1990—1992)
- Герасимов А. О. (1993—1994)
- Юдин А. Б. (1994—2000)
- капитан 1 ранга Ермаков Олег Николаевич (2000—2008)
- Соколов А. Б. (2007—2010)
- капитан 1 ранга Чериков Андрей Петрович[4] — командир второго экипажа в 2010 году
- Слепченко Э. (2010—2016)
- Жуков Дмитрий Анатольевич (2016—2018)
- капитан 1 ранга Едовин Д. Н. (2017—2022)